# Вебер, Юрий Германович
Юрий Германович Вебер (1905, Москва — 1989, там же) — русский советский писатель.

## Биография
Родился в Москве. Окончил 4-й Промышленный экономический техникум, учился на ВГЛК, на немецком отделении Московского института новых языков. Член СП СССР (1942).
Бухгалтер, с 1928 года занимался литературной деятельностью, сотрудник журналов «Наука производству», «Красное студенчество», «Знамя», редактор военного отдела журнала «Техника-молодежи», и др.; ответственный редактор военной литературы издательства «Молодая гвардия» (1942). С 1947 г. целиком посвятил себя писательской работе, став признанным мастером советского научно-художественного очерка. Член совета по очерку и публицистике, совета по литовской литературе при правлении СП СССР, зам. председателя бюро литературного объединения МО СП СССР, зам. председателя правления ЦДЛ, член редколлегии «Журнала журналов» ЦДЛ и др.
Жена — искусствовед Людмила Васильевна Варзар, внучка В. Е. Варзара, сестра первой жены Дмитрия Шостаковича Нины Варзар.
Похоронен на новом донском кладбище (22 колумбарий) в одной нише с женой.

## Избранные произведения
- Исторические очерки
  - «Очерки мировой войны. 1914—1918 гг.» (совм. с Е. Болтиным, 1940),
  - «Брусиловский прорыв» (1941),
- исторические повести
  - «Поход адмирала Шпее» (1940),
  - «Суворов» (1943, под псевд. В. Юрьев, совм. с Н. Наумовым),
  - «Гренадер Леонтий Коренной» (1945, под псевд. В. Юрьев).

Опубликовал книги для детей о научных изобретениях и открытиях:
- «Профиль невидимки» (1957),
- «Когда приходит ответ» (1964),
- «Вторник, 7 мая. История одного изобретения» (1968) и др.